# Tim Holler
Tim Holler (* 23. Februar 1991 in Esslingen) ist ein deutscher Volleyball- und Beachvolleyballspieler.

## Karriere Hallen-Volleyball
Holler spielte Hallenvolleyball zunächst beim SV 1845 Esslingen und wechselte 2011 in die zweite Mannschaft des SV Fellbach, mit der ihm 2012 der Aufstieg in die Regionalliga Süd und 2013 der Aufstieg in die 3. Liga Süd gelang. Danach wechselte der Außenangreifer in die erste Mannschaft, die in der 2. Bundesliga Süd spielte. 2015 und 2016 gewann Holler hier jeweils den Meistertitel. Im Februar 2018 gab Tim Holler seinen vorläufigen Rückzug aus dem Ligabetrieb bekannt. Seit der Saison 2018/19 spielte er wieder in der 3. Liga Süd, zunächst mit der zweiten Mannschaft und seit der Saison 2019/20 mit der aus der 2. Bundesliga abgestiegenen ersten Mannschaft.

## Karriere Beachvolleyball
Holler spielte seit 2011 an der Seite von Timo Koch, Lars Lückemeier und anderen auf Beachvolleyball-Turnieren in Süddeutschland. Seit 2014 ist Jonas Schröder sein Partner, mit dem Holler nun auch international antritt. Holler/Schröder gewannen den Smart Beach Cup in Köln und wurden in Porto Studentenweltmeister. Bei den Doha Open im November erreichten Holler/Schröder ihren ersten Sieg auf der FIVB World Tour. Im Juli 2015 gewannen sie das CEV Satellite Turnier in Vaduz. Bei den Deutschen Meisterschaften 2015 belegten Holler/Schröder Platz drei. Mit Yannick Harms gewann Holler im Mai 2016 den Smart Super Cup in Münster. Wegen einer langwierigen Verletzung konnte Schröder 2016 nur zweimal auf der Smart Beach Tour starten und war daher nicht für die Deutschen Meisterschaften spielberechtigt. Holler trat stattdessen mit Stefan Windscheif an und erreichte Platz sieben. 2017 spielte Holler an der Seite von Clemens Wickler und wurde mit ihm Deutscher Meister. Auf der Techniker Beach Tour 2018 trat Tim Holler mit seinem Partner aus 2013 Lars Lückemeier an. Bei der deutschen Meisterschaft erreichten Holler/Lückemeier Platz vier.